# 刘佩芝
刘佩芝（1890年—1968年），辽宁金县人，中华人民共和国政治人物。
担任天兴福第二面粉厂厂长、哈尔滨工商联理事会理事长。1954年，当选第一届全国人民代表大会代表。